# Ixora smeruensis
Ixora smeruensis är en måreväxtart som beskrevs av Cornelis Eliza Bertus Bremekamp. Ixora smeruensis ingår i släktet Ixora och familjen måreväxter. Inga underarter finns listade i Catalogue of Life.